# François de Rochebrune

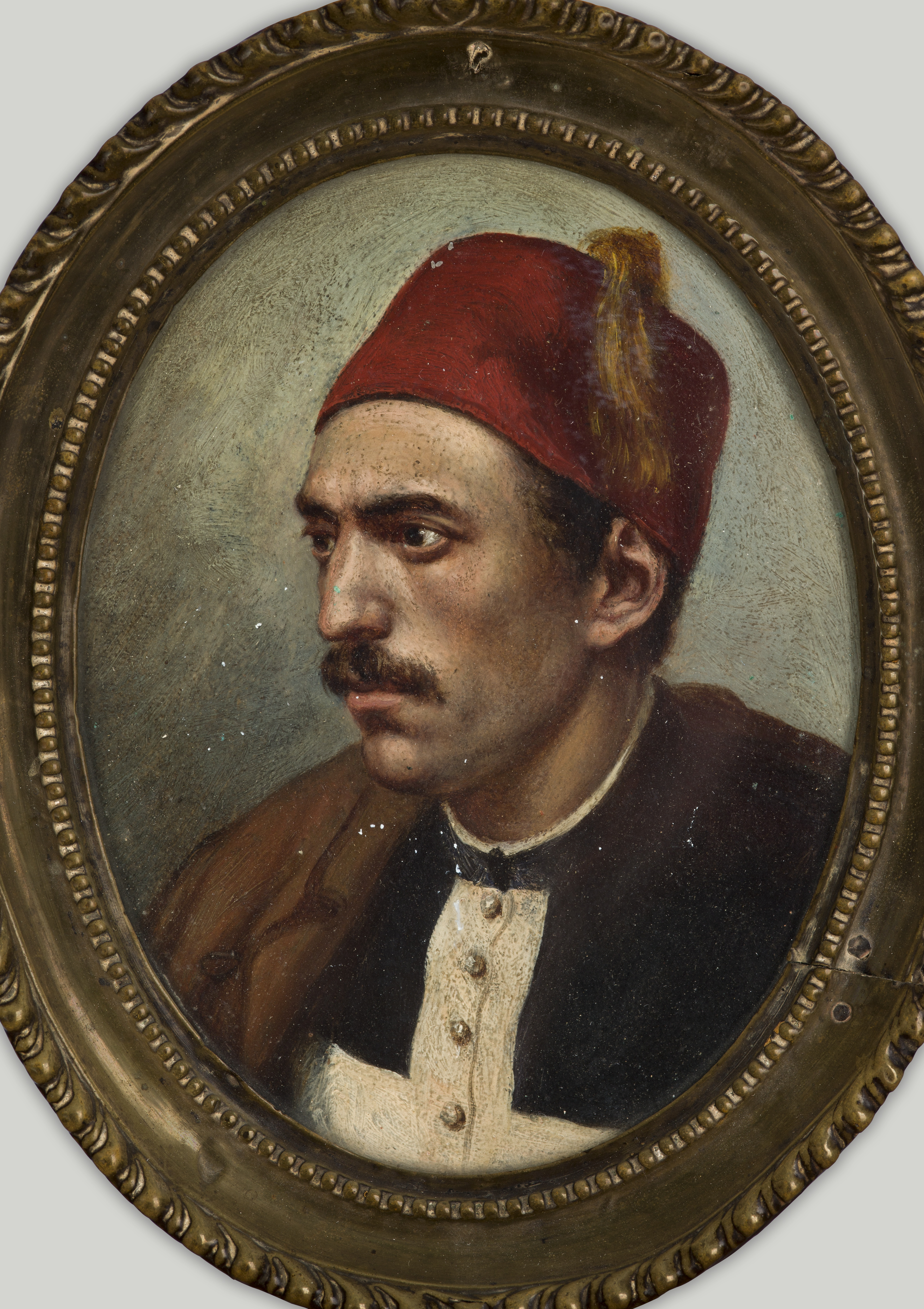
Portret gen. de Rochebrune’a (mal. Antoni Kozakiewicz, 1864)

François de Rochebrune, pol. Franciszek Maksymilian de Rochebrune (ur. 1 czerwca, lub 1 stycznia 1830 w Vienne, zm. 19 stycznia 1871 pod Rueil-Malmaison) – francuski wojskowy, polski generał, organizator oddziału żuawów śmierci w powstaniu styczniowym, wolnomularz.

## Życiorys

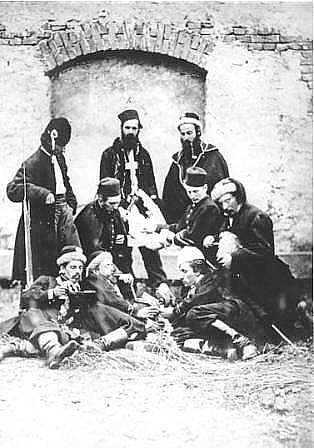
Żuawi śmierci podczas pobytu w Świętym Krzyżu w 1863 (z lewej strony leżący François Rochebrune)

Urodził się 1 stycznia 1830 w Vienne w departamencie Isère we Francji w ubogiej rodzinie. W wieku 14 lat rozpoczął pracę jako pomocnik drukarza. Następnie z zawodu został majstrem gipsiarskim. W latach 1851–1854 odsłużył 3 lata we francuskim 17 pułku piechoty liniowej. W Krakowie pojawił się około 1855 r. i rozpoczął tam pracę jako guwerner nauczający języka francuskiego Jana i Stanisława Tomkowiczów, wnuków Franciszka Wężyka (Jan Tomkowicz poległ w lutym 1863, walcząc jako oficer żuawów śmierci w bitwie pod Miechowem). Rochebrune zyskał dużą sympatię zarówno wychowanków, jak i pracodawców, co otworzyło mu wstęp do wielu zamożnych domów w mieście. Wacław Tokarz scharakteryzował go następująco: jako guwerner był wesoły, dowcipkujący, lecz bez większej inteligencji i ogłady. Około 1857 r. opuścił Kraków i zaciągnął się do 62 pułku francuskiej piechoty liniowej. Z jednostką tą popłynął do Chin, gdzie odbył całą kampanię do roku 1861. W 1862 r. jako podoficer powrócił z powrotem do Krakowa. Nie podjął wykonywania ponownie zawodu nauczyciela francuskiego po stwierdzeniu, że więcej jest nauczających tego języka niż uczniów. Otworzył więc w Krakowie szkołę fechtunku, do której przystąpili przeważnie dawni jego uczniowie ze sfer towarzyskich, i która zamieniła się w szkołę wojskową. Uczył tam musztry używając komendy francuskiej i regulaminu piechoty francuskiej.
Po wybuchu powstania, w styczniu 1863, zgłosił swoje usługi polskim władzom powstańczym i wyruszył z grupą wychowanków do obozu powstańczego Apolinarego Kurowskiego w Ojcowie. Tam, opierając się na wzorach francuskich, Rochebrune stworzył oddział nazwany żuawami śmierci. Pierwszy raz weszli do walki 17 lutego w bitwie pod Miechowem, w której, mimo utraty elementu zaskoczenia, Rochebrune osobiście poprowadził atak na bagnety na pozycje rosyjskie na cmentarzu, wyrywając karabiny z rąk Rosjan. Po poniesieniu dużych strat, Rochebrune, który zaczął swoje nazwisko pisać wówczas jako „de Rochebrune”, odtworzył swoją formację w Krakowie. Pod twardą ręką Rochebrune’a, egzekwującego dyscyplinę, żuawi stali się jedną z doborowych formacji powstania. Następnie szkolił także oddziały polskich kosynierów. Według części źródeł uczestniczył w bitwie pod Małogoszczem, lecz brak relacji o udziale żuawów w tej bitwie. Żuawi pod jego osobistym dowództwem walczyli następnie w marcu 1863 w bitwach pod Chrobrzem i Grochowiskami. Pod Grochowiskami 18 marca Rochebrune faktycznie dowodził całością sił powstańczych biorących udział w bitwie, opanowując chaos, gdy sztab Langiewicza utracił kontrolę nad oddziałami, a następnie na czele kosynierów poprowadził atak na rosyjską piechotę. Po bitwie został mianowany generałem i wyjechał do Krakowa za Langiewiczem. Zwolennicy Mierosławskiego wysunęli wówczas kandydaturę Rochebrune’a na wodza naczelnego powstania, czego jednak Rząd Narodowy nie uznał. Rozczarowany walką polityczną, Rochebrune wyjechał do Francji. Powrócił do udziału w powstaniu pod koniec 1863 roku, obejmując dowództwo IV, V i VI oddziału w organizowanej wyprawie galicyjskiej na Wołyń, zakończonej jednak porażką w bitwie pod Poryckiem (2–3 października 1863). Według wspomnień Filipa Kahane, po przekroczeniu granicy i połączeniu się oddziałów polskich doszło do nieporozumienia pomiędzy Rochebrunem i rotmistrzem Rozwadowskim, którego poparł głównodowodzący Michał Heydenreich ps. „Kruk”. W rozżaleniu Rochebrune zrzucił z siebie mundur, oddał pałasz i wyjechał do Francji.
Po powrocie do Francji został odznaczony Legią Honorową za udział w polskim powstaniu. Występował także publicznie w sprawie polskiej. Podczas wojny francusko-pruskiej 1870 roku, w stopniu pułkownika, dowodził (nazwanym tak przez siebie) oddziałem Les Gaulois (Galowie), walcząc w mundurze żuawa śmierci z białym krzyżem na piersiach. Poniósł śmierć 19 stycznia 1871, trafiony z karabinu w trakcie II bitwy pod Buzenval, dowodząc 19 Pułkiem Marszowym.
Zmarli powstańcy 1863 roku zostali odznaczeni przez prezydenta RP Ignacego Mościckiego 21 stycznia 1933 roku Krzyżem Niepodległości z Mieczami.